# Municipio de Steeles
El municipio de Steeles (en inglés: Steeles Township) es un municipio ubicado en el  condado de Richmond en el estado estadounidense de Carolina del Norte. En el año 2010 tenía una población de 467 habitantes.

## Geografía
El municipio de Steeles se encuentra ubicado en las coordenadas 35°8′2.53″N 79°52′36.19″O / 35.1340361, -79.8767194.